# رود برانش
رود برانش هو لاعب هوكي الجليد كندي، ولد في 14 أبريل 1975 في فورت سانت جون في كندا.

## وصلات خارجية
- رود برانش على موقع EliteProspects.com (الإنجليزية)
- رود برانش على موقع HockeyDB.com (الإنجليزية)